# Mariano Prado Ugarteche
Mariano Ignacio Pascual Gustavo Javier Manuel Prado y Ugarteche (Lima, 11 de agosto de 1870 -  id. 25 de marzo de 1946) fue un abogado, catedrático universitario, empresario y político peruano. Perteneciente a la familia Prado, fue uno de los fundadores del Imperio Prado, al que perteneció el Banco Popular del Perú, entre otras empresas. Fue uno de los más importantes empresarios del Perú de fines del siglo XIX, hasta mediados del siglo XX. Amante de la riqueza artística y cultural de su país, fue de los primeros en el Perú en ser coleccionista de obras de arte y antigüedades.

## Biografía
Nació en Lima como el segundo hijo de Mariano Ignacio Prado, presidente del Perú durante la Guerra del Pacífico, y María Magdalena Ugarteche y Gutiérrez-Cossío. Entre sus hermanos estuvieron Manuel Prado Ugarteche, quien fue, al igual que su padre, presidente de la República, Javier Prado Ugarteche, reconocido intelectual y político, y Jorge Prado Ugarteche, también político y diplomático. Su hermano paterno, Leoncio Prado, fue héroe de dicho conflicto siendo fusilado por los chilenos en 1883.
Se educó en el Colegio de la Inmaculada y, a los 15 años, ingresó a la Facultad de Letras de la Universidad de San Marcos, graduándose en 1888, con la tesis Núnez del Arce como poeta lírico. En 1894, obtuvo el título de doctor de la Facultad de Jurisprudencia, con la tesis Estudio de la filología peruana en relación con la historia y la literatura. A los 26 años ya era catedrático de Historia Crítica del Perú y en 1898 obtenía la cátedra principal de Derecho Penal, llegando a ser, en 1922, Decano de la Facultad de Jurisprudencia y Ciencias Políticas en la Universidad de San Marcos. Dejó el decanato en 1928 después de publicar un informe contra las medidas que el presidente Augusto Leguía tomó para suprimir la autonomía de San Marcos.
Prado fue elegido, como miembro del Partido Civil, diputado por Lima entre 1901 a 1912, siendo elegido presidente de las comisiones de Presupuesto, de Hacienda y de Legislación. 
Fue uno de los fundadores del Imperio Prado, perteneciente a su familia, una de las más importantes del Perú. Empezó como socio de la Fábrica de Tejidos Santa Catalina (1898); luego organizó la empresa de Alumbrado Eléctrico de Santa Rosa (1902), que en 1906 efectuó un trust con el resto de empresas abastecedoras de electricidad de Lima y Callao, bautizado como las Empresas Eléctricas Asociadas, de la que fue gerente. Coadyuvó además a la fundación del Banco Popular del Perú (1899) y las compañías de seguros Popular (1904) y Porvenir (1913).
En 1905, fue elegido presidente del Instituto Histórico del Perú, del que era miembro. Fue, además, miembro de la Benemérita Sociedad Fundadores de la Independencia, Sociedad Geográfica de Lima, Ateneo de Lima, Sociedad de Beneficencia Pública de Lima y del Colegio de Abogados de Lima.
Se casó, en 1899, con María Fausta Heudebert González con quien tuvo cinco hijos: Mariano Ignacio Prado Heudebert, quien le sucedería en sus empresas, Javier Prado, Gustavo Prado, María Magdalena Prado y Enrique Prado. Residieron en la Casa Prado, localizada en Miraflores, que tiempo después sería sede de la Presidencia del Consejo de Ministros.
Fue elegido presidente del Club Nacional en los periodos 1909-1912 y 1915-1917. Fue, además, presidente del Jockey Club (1916-1921), al que estuvo íntimamente ligado, siendo uno de los principales dirigentes de la hípica peruana.
En 1942, adquirió el diario La Crónica perteneciente a Rafael Larco Herrera, quien mantenía deudas con el Banco Popular.
En 1944 fue acreditado como embajador en misión extraordinaria en Cuba, cuando se erigió allí un monumento a la memoria de su hermano Leoncio Prado, que se había destacado en la lucha por la independencia de dicho país, antes de participar en la Guerra del Pacífico.
Murió en Lima el 25 de marzo de 1946 a los 75 años de edad. Sus restos se encuentran enterrados en un mausoleo familiar en el Cementerio Presbítero Matías Maestro.

## El Imperio Prado
El llamado “Imperio Prado” fue un poderoso grupo de poder económico formado en el Perú a fines del siglo XIX y cuya influencia se prolongaría hasta la década de 1970. Se formó con inversiones urbanas en los sectores industrial (textiles), servicios públicos (electricidad, telefonía, transporte) y financieros (banca y seguros). Una leyenda negra atribuyó el origen de la fortuna de los Prado al dinero que supuestamente robó el presidente Mariano Ignacio Prado del erario nacional durante la guerra con Chile; pero en realidad, se debió al talento empresarial de uno de sus hijos, Mariano Ignacio Prado Ugarteche. Tanto él, como el resto de los hermanos Prado, eran gente intelectualmente muy preparada.
En 1898, Mariano Ignacio Prado Ugarteche se hizo socio de la Fábrica de Tejidos Santa Catalina. La fábrica había sido fundada en 1889 por Bartolomé Boggio y Enrique Price, pasando a manos de los Prado y de los Peña y Costas, y formándose en 1900 la Sociedad Industrial Santa Catalina. Considerando la influencia que la electricidad empezaba a tener, la Sociedad Industrial Santa Catalina absorbió los capitales constitutivos de la Empresa Transmisora de Fuerza Eléctrica y la compañía asumió el nombre de Empresa Eléctrica Santa Rosa, bajo la dirección de Mariano Ignacio Prado (1902).
La Empresa Eléctrica Santa Rosa, tenía como competencia a tres empresas eléctricas: la del ferrocarril urbano de Lima, la del ferrocarril eléctrico Lima-Callao y la del tranvía eléctrico Lima-Chorrillos. Todas ellas se unificaron en 1906, bajo la gerencia de Mariano Prado y formaron las Empresas Eléctricas Asociadas, la cual arrendó las vías férreas tendidas en Lima y electrificó sus líneas. Como las centrales eléctricas de Chosica, Santa Rosa y Piedra Lisa resultaban ya pequeñas para atender la demanda, se resolvió instalar una nueva central hidráulica en Yanacoto, aguas debajo de Chosica, que se inauguró en 1907. Ese mismo año, junto a otros empresarios, Mariano constituyó la Compañía Urbana Magdalena, para el transporte urbano.
El 13 de septiembre de 1899, se fundó el Banco Popular del Perú con un capital de S/. 500 000, y en 1901, Mariano asumió la presidencia de dicho banco, que ejerció hasta su fallecimiento en 1946. El banco, en un principio, financiaba a agricultores y a industrias de la capital, interviniendo, después, en transacciones dedicadas a la recaudación de impuestos, lo que constituía la mayor rentabilidad del banco por las comisiones que le cobraba al Estado. Para 1943 el capital del banco era de $ 14 000 000, siendo una de las empresas más importantes del país, lo que contribuyó al beneficio de las demás empresas de la familia. 
Mariano coadyuvó también a la fundación de las compañías de seguros La Popular (1904) y Porvenir (1913).

## Publicaciones
- Estudio sobre Filología peruana en relación con la Historia y la Literatura (1888)
- Núñez de Arce como poeta lírico (1888)
- Interdicción de los enajenados (1889)
- El tipo criminal (1900)
- Discursos pronunciados en la H. Cámara de Diputados (1906), en defensa de la suscripción de un empréstito de £ 3.000.000 para la construcción de ferrocarriles.
- Balance económico del año 1907 (1908).